# Río Medellín
El río Medellín  es un río colombiano que discurre por la ciudad de Medellín y su área metropolitana de sur a norte, convirtiéndose en un eje integrador de la ciudad. 
El río Medellín confluye más allá de los límites del municipio de Barbosa con el río Grande y forman el río Porce. El Porce desemboca en el paraje Dos Bocas del municipio de Anorí en el río Nechí, este va luego al río Cauca y este último al río Magdalena; quien finalmente desemboca en el Mar Caribe. Constituyendo así parte de una compleja red de drenaje.
El río Medellín divide a su vez la cordillera central en 2, a través del llamado Valle de Aburrá, que separa los 2 altiplanos antioqueños, el Valle de San Nicolás al oriente que drena en el río Nare y el Altiplano Norte que drena en su río hermano, el Grande.

## Historia
Desde 1883 a 1916, la canalización del río suscitó el interés de la clase alta, que veía en esta obra la posibilidad de mejorar las condiciones higiénicas y de salubridad de la ciudad, pero también concentró el deseo de drenar el territorio, mejorar sus condiciones e incorporarlos a la ciudad para expandir la zona urbana entre la antigua villa y las orillas del río.

## Recorrido por la ciudad
En un comienzo, la ciudad de Medellín se desarrolló al lado oriental del río, y no fue sino hasta la construcción del puente de Guayaquil, que las dos orillas se unieron. El río Medellín se ha convertido en un eje de desarrollo de la ciudad; es tan notoria su importancia que el trazado de la Línea A del metro de la ciudad sigue la silueta del río, y solo se separa de él cuando entra al centro de la ciudad. 
El río se encuentra canalizado en su mayor parte a su paso por la ciudad, desde el municipio de Sabaneta hasta la estación Madera del metro, al norte de la urbe.
A ambos costados de su recorrido se desarrolló el sistema vial del río, donde se incluyen la Austopista Sur (costado occidental) y la Avenida Regional (costado oriental), y que conforman las principales arterias viales de la movilidad vehicular del área metropolitana, atravesando la misma de norte a sur prácticamente sin semaforización, por lo que se las considera como las vías más rápidas de la ciudad, aunque no por ello, exentas de tráfico y trancones.
Aparte de algunas estaciones del metro, sobre la ribera derecha del río se encuentran sitios de interés en la ciudad tales como: el Palacio de Exposiciones y Convenciones Plaza Mayor, el Teatro Metropolitano, el Edificio Inteligente de las Empresas Públicas de Medellín (EPM), el SENA y la Universidad de Antioquia. En el lado izquierdo se encuentra el Cerro Nutibara, Centro de Espectáculos La Macarena, la Biblioteca Pública Piloto, la Universidad Nacional de Colombia Sede Medellín, estaciones del metro, entre otros lugares de interés. 
Entre las calles 33 y la Av. San Juan se encuentra Parques del río, un parque lineal urbano.

## Cuenca
Está ubicada sobre la cordillera central, en el centro del departamento de Antioquia, en el noroeste de Colombia. La cuenca tiene una topografía irregular y pendiente; las altitudes oscilan entre 1.300 y 2.800 m s. n. m. Tiene una forma alargada en dirección noreste y red de drenaje dendrítica. El río tiene una longitud aproximada de 104 km y el área de la cuenca es de 1.251 km². Las características geomorfológicas de la zona y su nivel de pluviosidad, que está entre 1000 y 2500 mm/año, hacen que en la cuenca sean comunes las fuentes de agua superficial.
Existe una gran variedad de usos del suelo en la cuenca, otro factor determinante en la heterogeneidad presente en la cuenca es la gran cantidad de población que alberga, la cual corresponde a 3.329.560 habitantes, que representan el 60% de la población de Antioquia y el 8% del país.

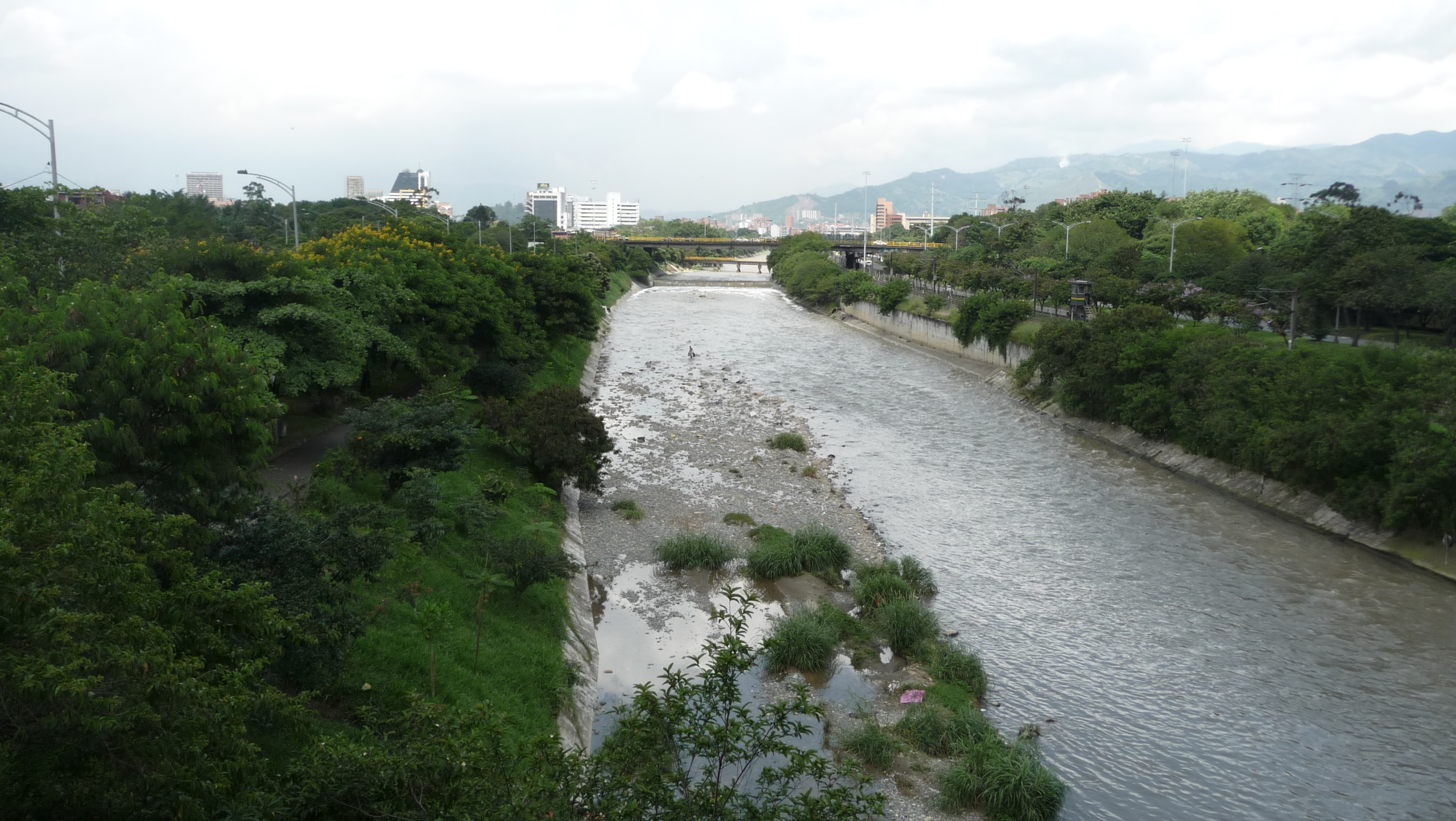
Río Medellín desde el Aula Ambiental

| Afluentes principales por la margen derecha | Afluentes principales por la margen izquierda |
| ------------------------------------------- | --------------------------------------------- |
| La Clara                                    | La Salada                                     |
| La Miel                                     | La Valeria                                    |
| La Doctora                                  | La Culebra                                    |
| Cien Pesos                                  | Bermejala de La Estrella                      |
| La Mina                                     | La Grande                                     |
| Ayurá                                       | Doña María                                    |
| La Aguacatala                               | La Jabalcona                                  |
| La Volcana                                  | Altavista                                     |
| La Presidenta                               | La Picacha                                    |
| Santa Elena                                 | La Hueso                                      |
| El Ahorcado                                 | La Iguaná                                     |
| El Molino                                   | Malpaso                                       |
| La Bermejala                                | La Quintana                                   |
| La Rosa                                     | La Madera                                     |
| La Herrera                                  | La Loca                                       |
| Cañada Negra                                | El Hato                                       |
| Rodas                                       | La García                                     |
| El Convento                                 | La Señorita                                   |
| Piedras Blancas                             | El Seminarista o La Seca                      |
| El Tábano                                   | Guasimal                                      |
| El Chuscal                                  | La Tolda                                      |
| El Matadero                                 | Los Aguacates                                 |
| Juan Cojo                                   | El Limonar                                    |
| El Salado                                   | La Ortega                                     |
| La Fulgencia                                | La Correa                                     |
| Ovejas                                      | La Silva                                      |
| Dos Quebradas                               | Las Lajas                                     |
| La Tambora                                  | La Ese                                        |
| Aguas Claras                                | Cestillal                                     |
| Santo Domingo                               | Buga                                          |
| Agua Fría                                   | Montera                                       |
| Piedra Gorda                                | La Jagua                                      |
|                                             | Arenales                                      |

## Curso

### Fuente
Nace a 3.100 m s. n. m. en el Alto de San Miguel, en el municipio de Caldas, al sur del Valle de Aburrá, atraviesa 10 municipios, y finalmente se une al  río Grande en Puente Gabino, donde juntos forman al río Porce.

### Curso alto
Esta zona está localizada a unos 30 km al sur de Medellín. Tiene un área de 1.055 ha e incluye las cuencas de las quebradas La Vieja, La Moladora, El Tesoro y Santa Isabel. La altitud oscila entre 2.000 y 3.050 m s. n. m., la temperatura promedio es de 16 °C y la precipitación es mayor a los 2500 mm/año. Estas características condicionan una zona de vida de bosque muy húmedo montano bajo.
La cobertura vegetal en esta área está conformada por una variedad de vegetación en diversos estados succesionales; el bosque secundario ocupa cerca del 70% del área, seguido por rastrojo bajo y alto con 22%, pastos con 5% y plantaciones forestales con el 3%.

## Contaminación
El río Medellín cambia de aspecto al pasar por Barbosa, en inmediaciones de Porce. Allí, gran cantidad de espuma se mezcla con agua y piedras y que refleja el grado de contaminación del recurso hídrico en la región.

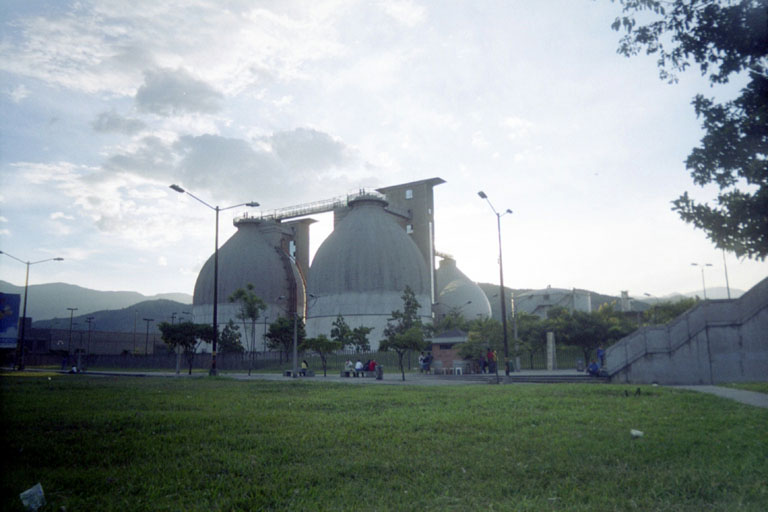
Central de tratamiento de aguas residuales San Fernando.

La empresa EPM busca reducir la contaminación del río Medellín procesando las aguas con dos plantas de tratamiento de aguas residuales, la planta San Fernando en el municipio de Itagüí, la cual entró en operación en su primera fase en mayo del año 2000, y la planta de tratamiento Aguas Claras en el municipio de Bello, se desarrolló desde el 13 de febrero de 2017 y hasta el 30 de diciembre de 2021, estas plantas tratan en promedio el 84% de las aguas residuales del área metropolitana del Valle de Aburrá.